# 잔 마틸드 소베
잔 마틸드 소베(프랑스어: Jeanne Mathilde Sauvé, 1922년 4월 26일~1993년 1월 26일)는 캐나다의 제23대 여성 총독이었다.